# Dąb Aleksander
Dąb Aleksander – ponad 250-letni dąb szypułkowy o obwodzie 640 cm (w roku 2003) chroniony jako pomnik przyrody. Rośnie w Krościenku Wyżnym (działka nr 2595), w województwie podkarpackim. Objęty został ochroną Uchwałą Rady Gminy z 29 grudnia 2000 roku. Imię nadane mu zostało uchwałą w roku 2003. Imię to nosi na pamiątkę Aleksandra Fredry, który bywał na krościeńskim dworze hrabiego Jabłonowskiego, za którego wyszła siostra Fredry.